# 临朐县
36°30′45″N 118°32′35″W / 36.5125°N 118.5430°W
临朐县是中华人民共和国山东省潍坊市下辖的一个县，古称骈邑，位于山东省中部，潍坊市西南部，鲁中丘陵北部。縣人民政府駐城关街道。
临朐县自西汉置县至今已有2000余年历史，有文化遗址 221 处，各类文物保护单位 130 余处。四大文化产业分别是奇石、临朐手绘年画、雕塑和红木工艺，有“书画之乡”、“小戏之乡”、“中国观赏石之乡”之称。

## 歷史
临朐古稱骈邑，屬於紀國，紀國被滅，併入齊國。齐設置朐邑。漢代在此地設有朱虛縣、临原县、临朐县、缾县等。
黄帝曾经在沂山登封，帝尧的儿子丹朱被封在丹水。夏、商两朝临朐分别为季荝氏、逄伯陵的封地。西周临朐始称骈邑，到春秋战国时期属齐国，是管仲的封地。秦朝分属齐郡和琅琊郡。西汉时期临朐被分为临朐、朱虚、挍三县和缾、临原两侯国。东汉设有临朐、朱虚二个县，都属于青州。三国魏晋时期临朐境内依然设置临朐、朱虚二县。南北朝时期设昌国、朱虚、般阳、西安、安平五县，直到隋朝时才将各县统一为临朐县。唐、宋属青州，元朝属益都路，明、清属青州府。民国初废府设道，临朐县属胶东道。1925年改属淄青道。1928年废道，临朐县为省直辖。1938年改属山东省第八行政督察区。1940年4月，临朐县抗日民主政府成立。1943年9月，中国共产党领导的临朐县政府建立，隶属鲁中行政区第四（沂山）专区。1945年10月，原第三专区撤销，第四专区改为第三专区，临朐随之改属第三专区。 1948年7月， 属鲁中南行政公署第三（沂山）专区。1949年7月改属昌潍专区。1967年3月改属昌潍地区。1981年7月，昌潍地区改名为潍坊地区，临朐县也改属潍坊地区。1983年10月潍坊地区改称潍坊市，临朐县改属潍坊市辖。

## 人口
根據第七次全国人口普查數據，截至2020年11月1日零時，臨朐縣常住人口806314人。

## 行政区划
临朐县下辖4个街道办事处、6个镇：
城关街道、东城街道、冶源街道、辛寨街道、五井镇、寺头镇、九山镇、山旺镇、柳山镇和沂山镇。

## 地理交通
境内山峦众多，有沂山、嵩山等山系。弥河起源于沂山山麓，是县境内的第一水系，也是境内主要的灌溉河流，弥河上游的冶源水库是县内最大的蓄水地，库容量居全省前十位。
- 233国道过境。
- 境内青临铁路与胶济铁路相接。
- 长深高速贯通南北，东西走向的 济潍高速从境内北部穿过。
- 东红、薛馆、潍九、仲临、下小、大沂 6 条省道穿行境内，县乡道路通车里程 2480 公里[7]。

## 资源
资源物产丰富，水资源丰沛，有大小河流 230 余条、大中型水库 6 座、小型水库 147 座，水资源总量达 4.81 亿立方米；林果资源优势明显，有经济林 30.9 万亩，其中果树 28.5 万亩、大棚果 5 万亩，年产优质果品 22.6 万吨，是“中国优质果品基地重点县”、“全国经济林先进县”；矿产种类繁多，其储量以硅藻土、磁铁砂、花岗岩、石灰石为丰。十大特产分别是临朐三山峪大山楂、临朐全羊席、老龙湾鳟、红丝砚、寺头红香椿、寺头山楂、九山苹果、五井黑山羊、朱虚城芹菜和临朐烤烟。

## 经济
目前经济以铝合金、不锈钢建材为主要产业。
临朐秦池酒厂曾以3.2亿元人民币的高价，买下中央电视台黄金时间段广告，成为令人眩目的连任二届“标王”，但是因为处理媒体对酒精勾兑酒这种制造工艺的怀疑公关不力，引起消费者对品质的怀疑，导致昙花一现，几年后迅速衰败。

### 国内生产总值（GDP）
临朐历年国内生产总值(GDP)见下表：
| 年份 | 2019  | 2018  | 2017  | 2016  | 2015  | 2014  | 2013  | 2012  | 2011  | 2010  | 2009  | 2008  |
| ---- | ----- | ----- | ----- | ----- | ----- | ----- | ----- | ----- | ----- | ----- | ----- | ----- |
| 亿元 | 308.0 | 305.5 | 280.2 | 261.1 | 244.0 | 229.0 | 205.6 | 181.4 | 162.2 | 140.6 | 122.8 | 113.5 |

## 旅游
临朐县风景秀丽，旅游景点众多，古有临朐八大景之说。其中石门坊红叶是省内著名的旅游景点，同时冶源的老龙湾是著名的泉水胜地，全国72名泉之一，泉水清澈，汩汩滔滔，是不可多得的旅游疗养胜地。“北国江南”老龙湾，是全国七十二大名泉之一。石门坊红叶，堪与香山红叶相媲美。位于临朐县城东22公里的山旺化石发掘基地被誉称世界三大化石宝库是国家自然重点保护区、国家地质公园。临朐南部的沂山为五大镇山之一，是国家AAAA级景区。临朐县现有有国家 5A 级旅游景区1 处、4A 级景区 1 处、3A 级景区 6 处、国家级水利风景区 3 处。
临朐有五个博物馆，分别是山旺古生物化石博物馆、临朐县科技馆、临朐奇石馆、龙韵艺术博览中心与荣民奇石假山园林。

### 临朐八大景
骈邑石门晚照残
粟山孤耸落平川
冶源烟霭三冬暖
百丈瀑布六月寒
弥水澄清通地底
沂山晚翠接云端
白芽寺里枯松树
仰天高挂秋月圆

### 风景

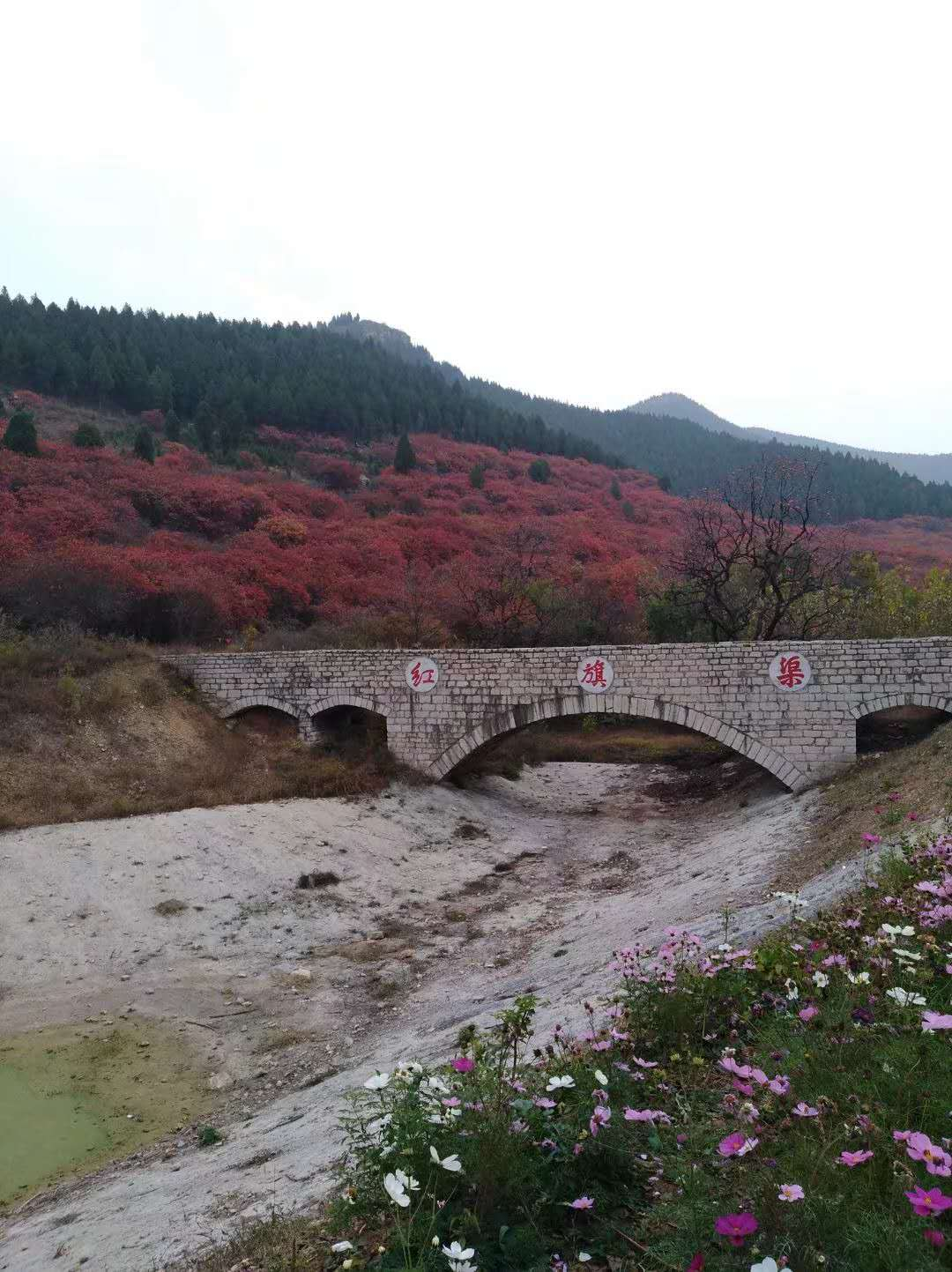
红旗渠的标志

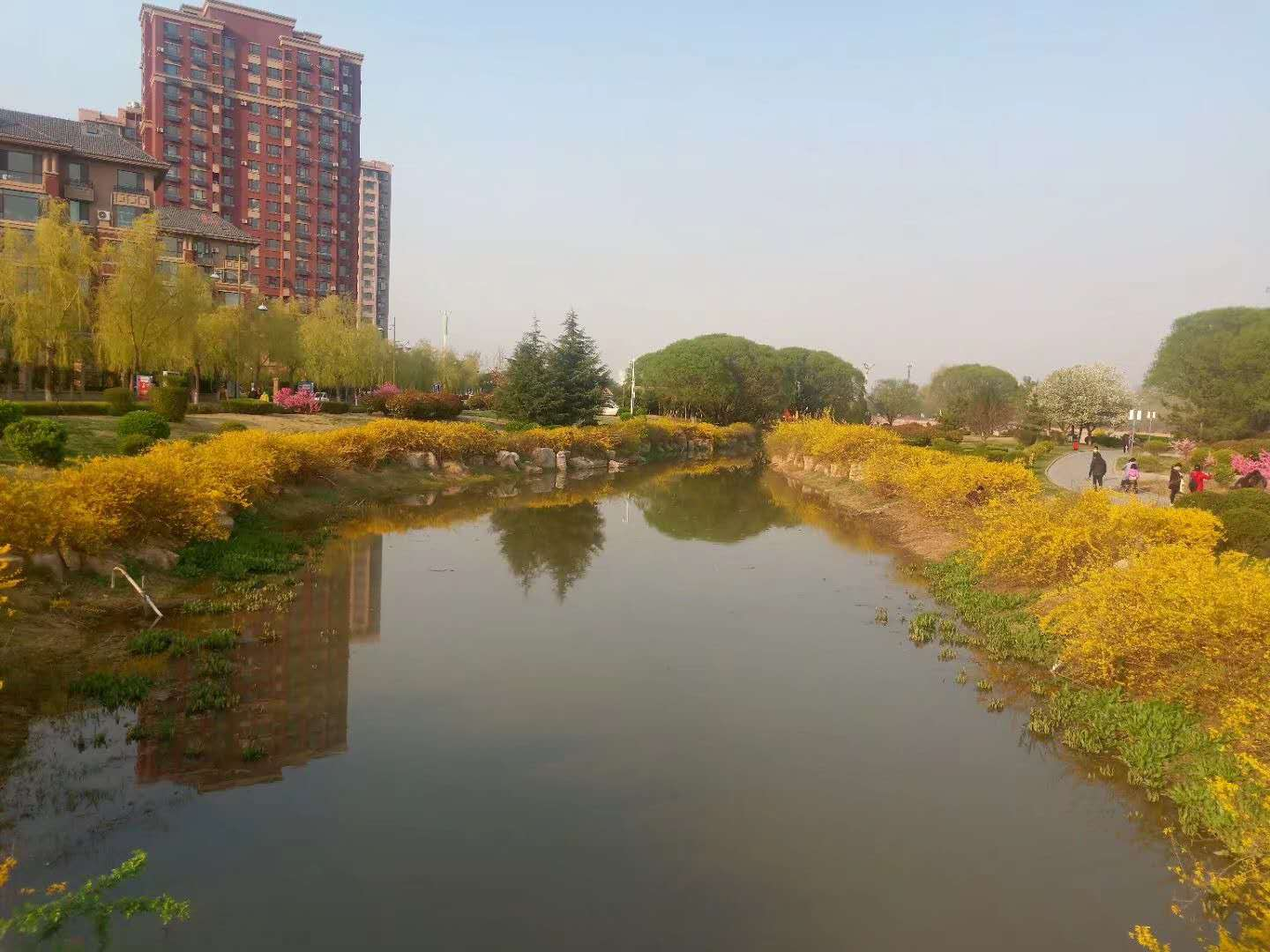
弥河
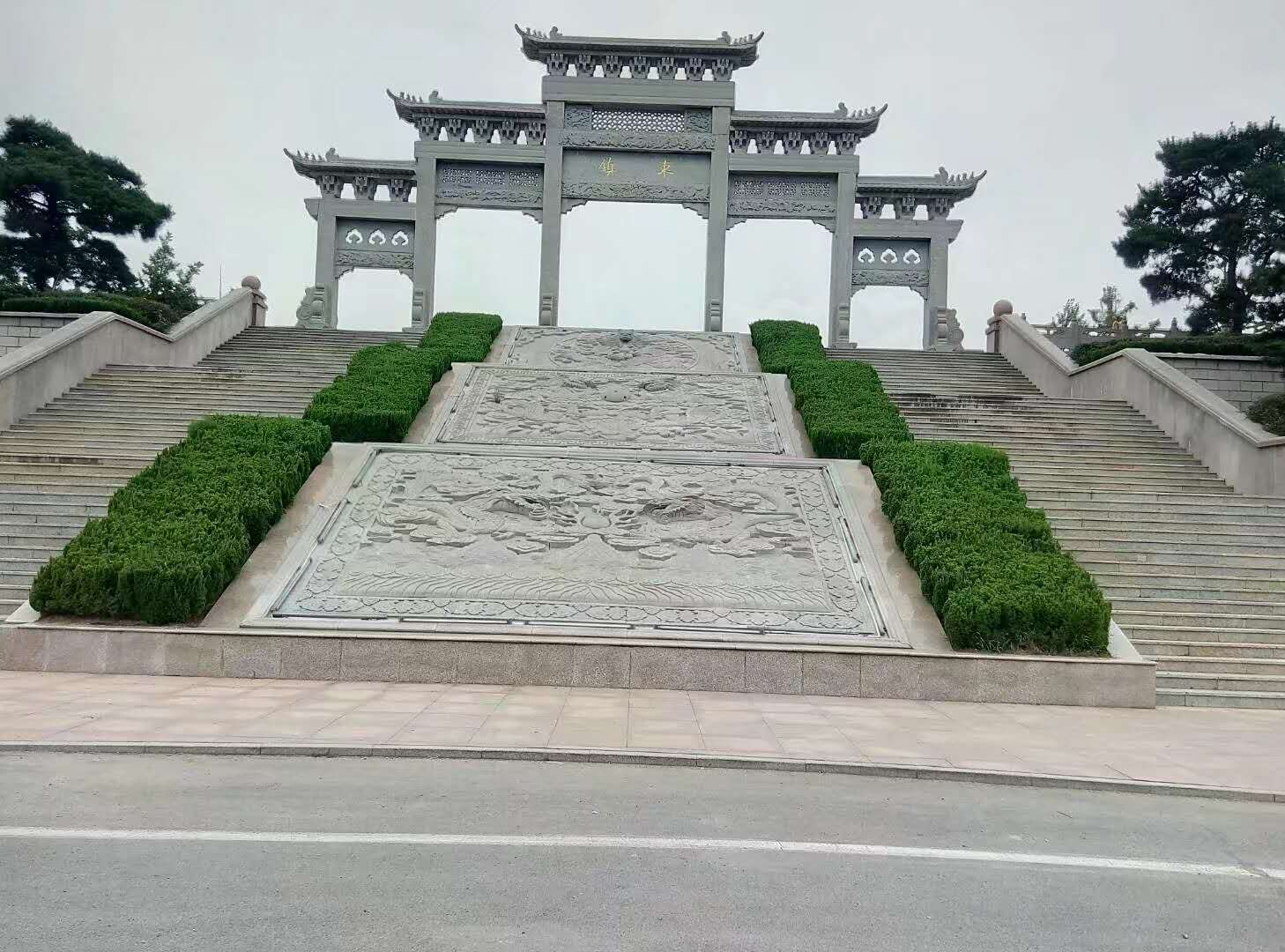
沂山东镇
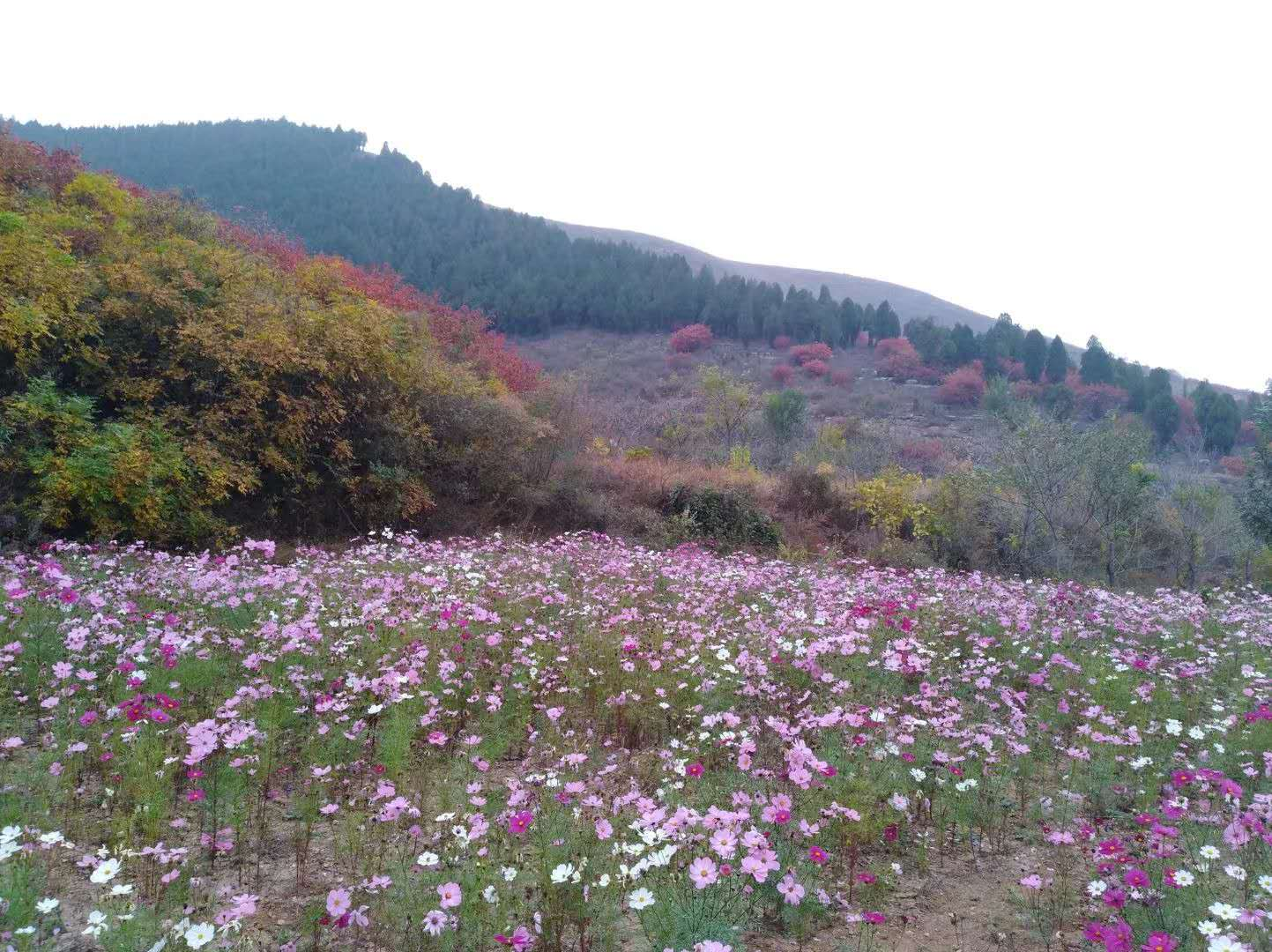
官护山
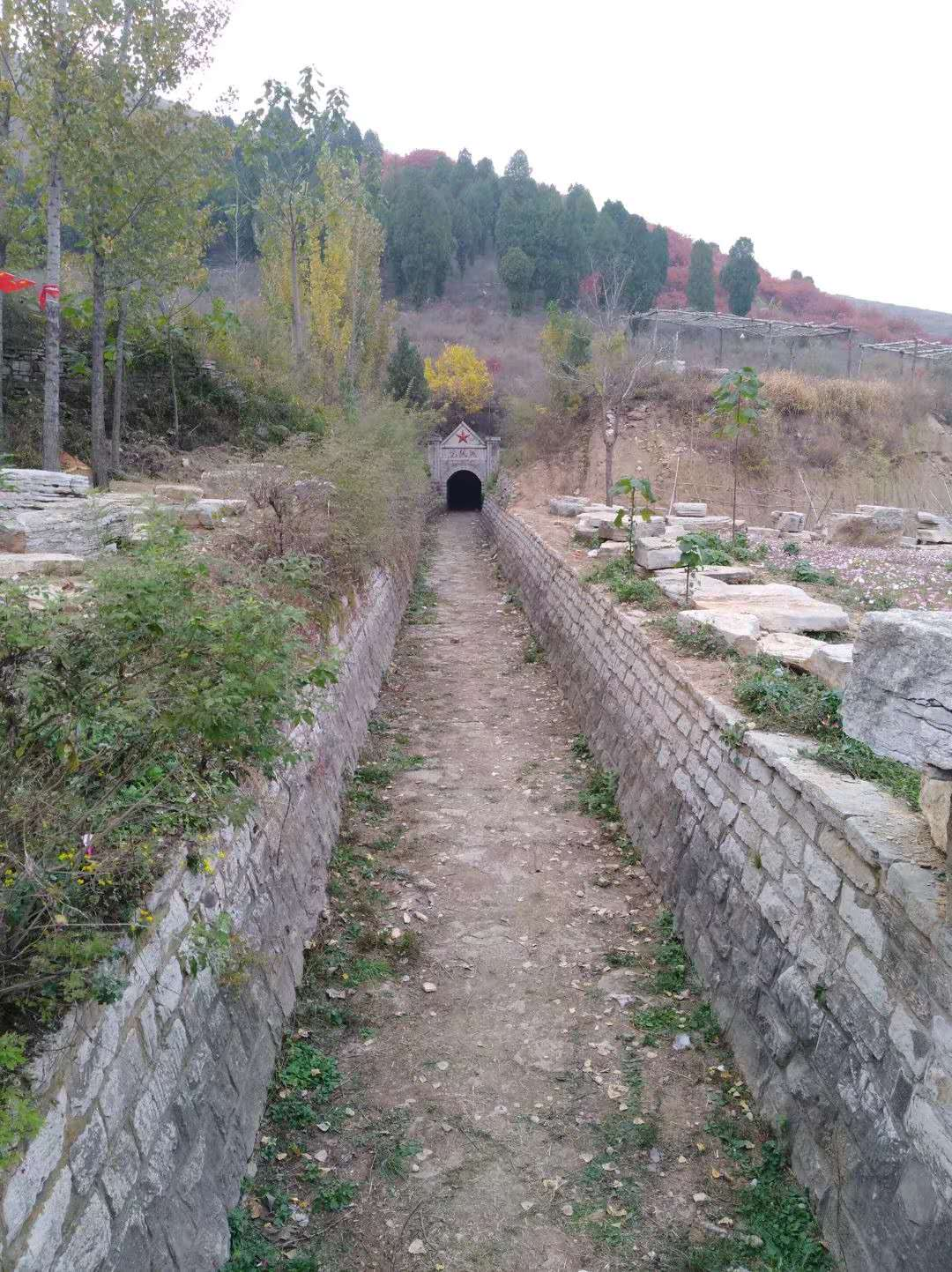
红旗渠
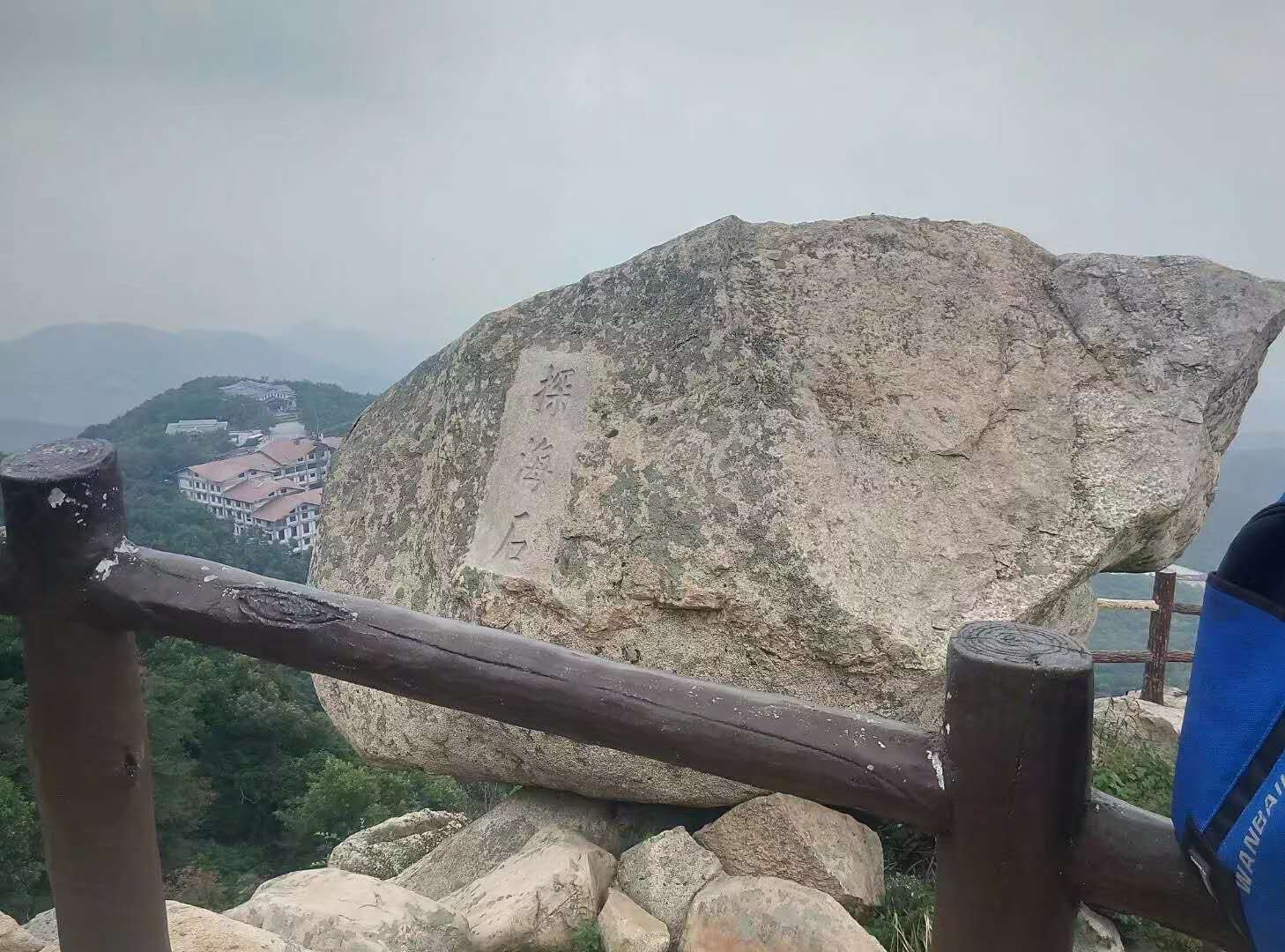
沂山探海石
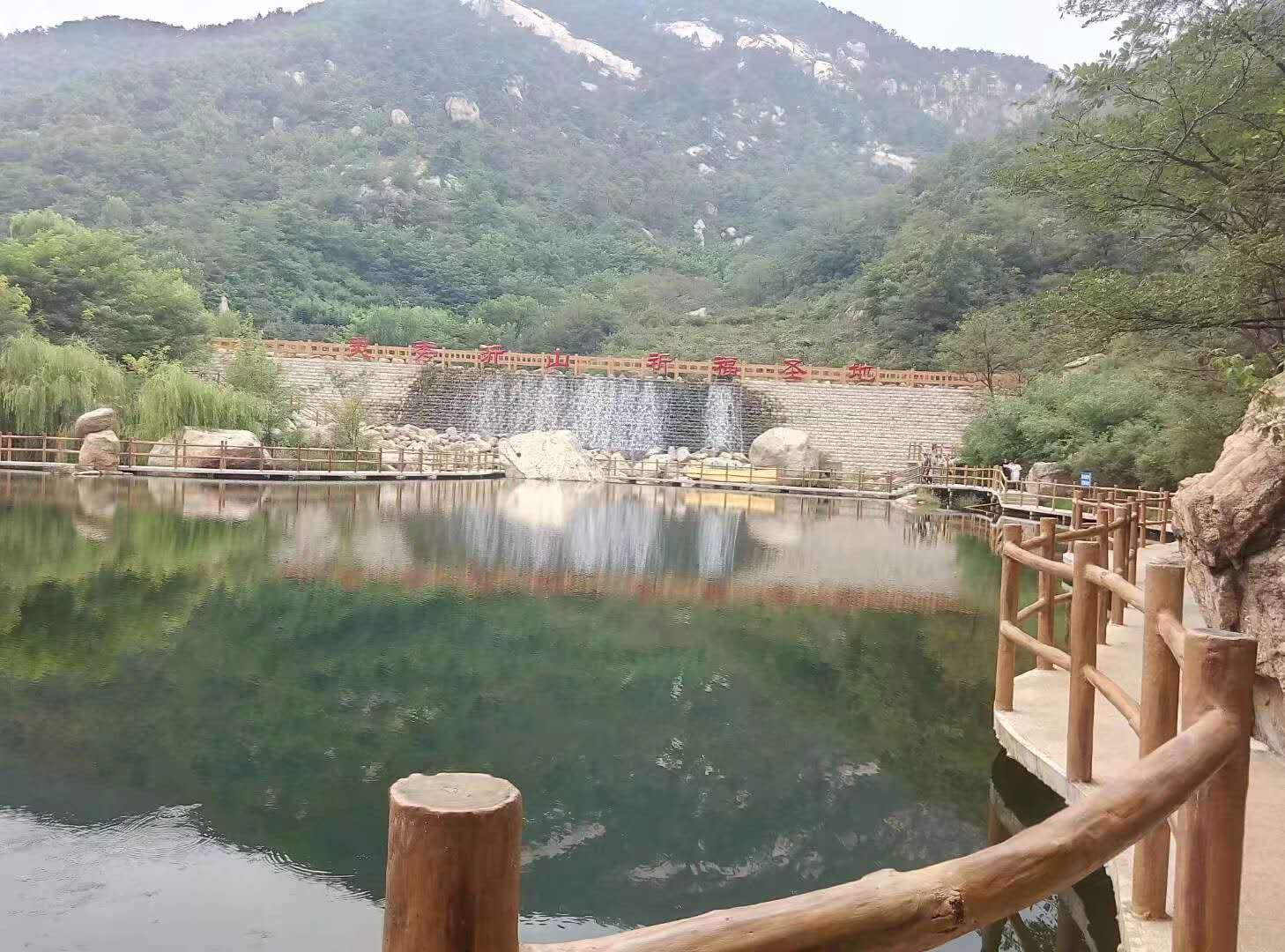
沂山
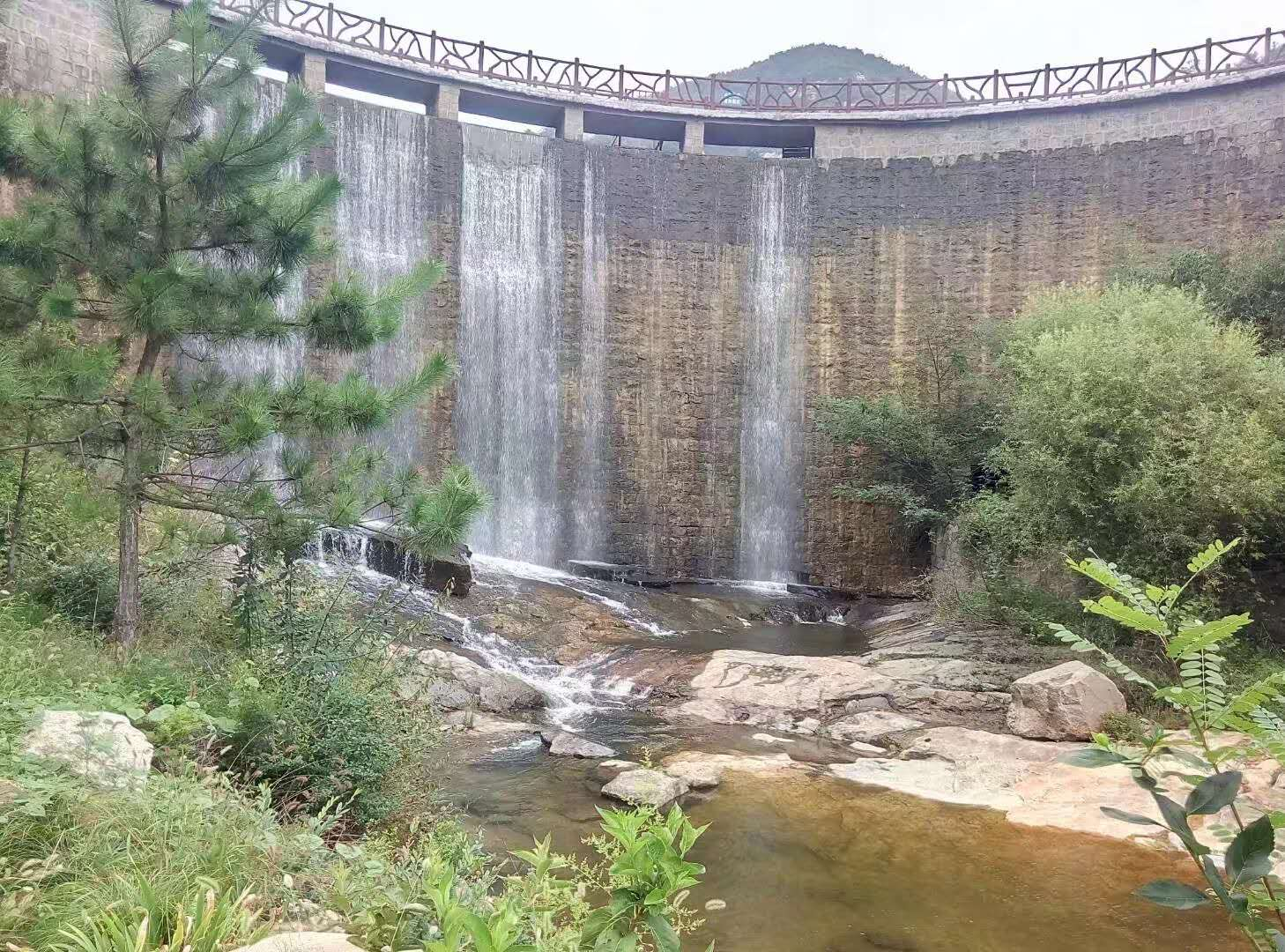
沂山
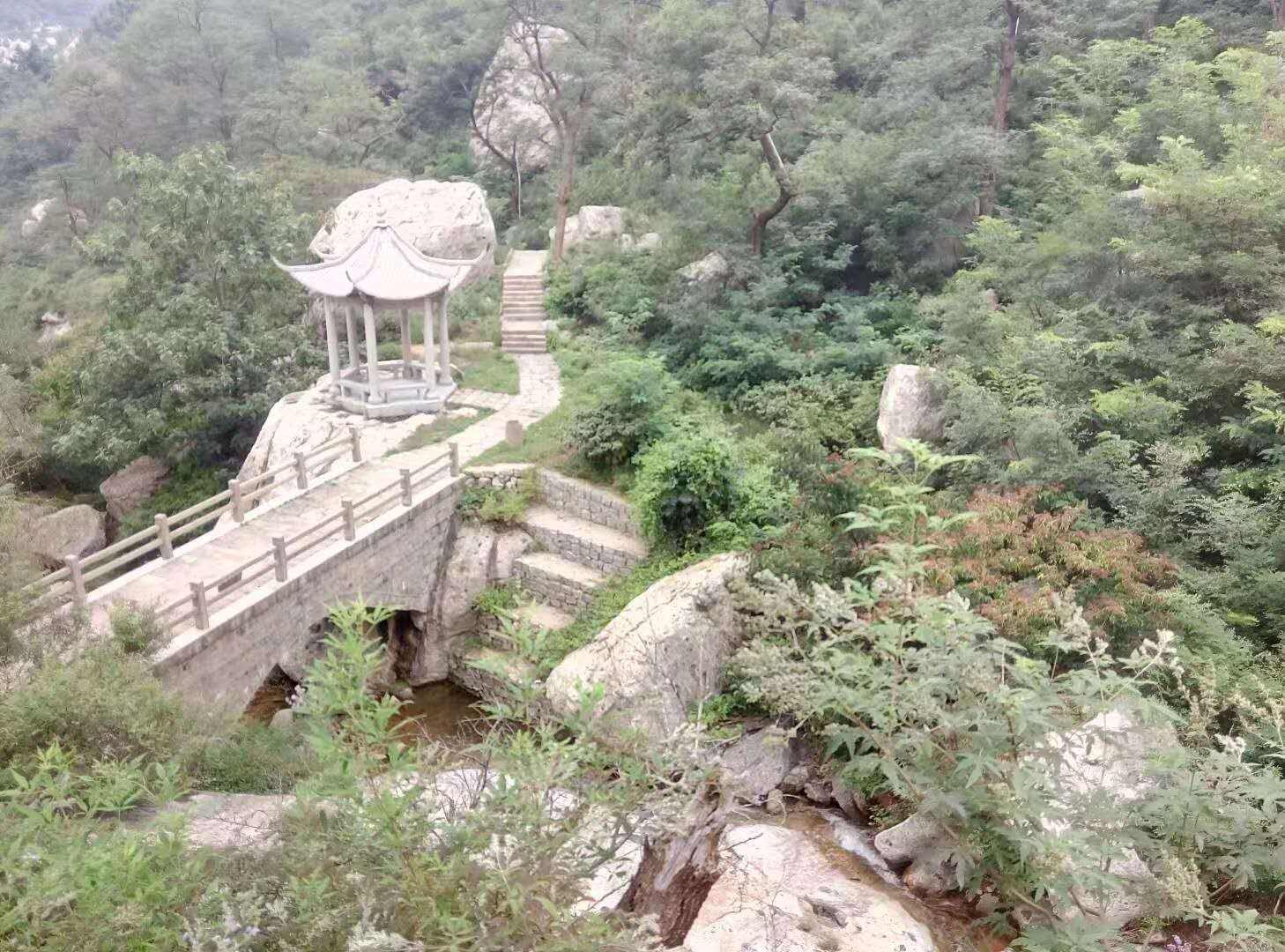
沂山
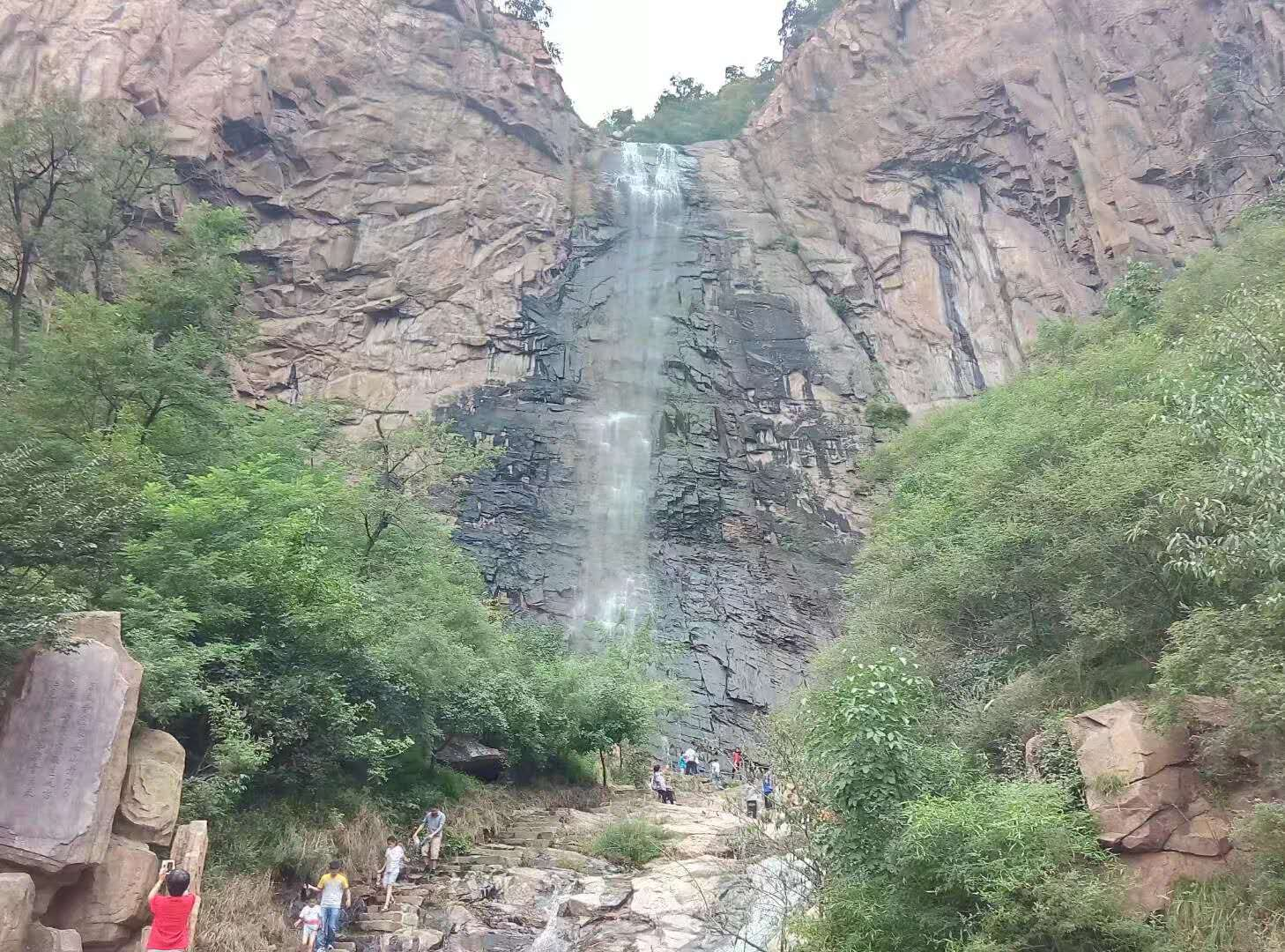
沂山
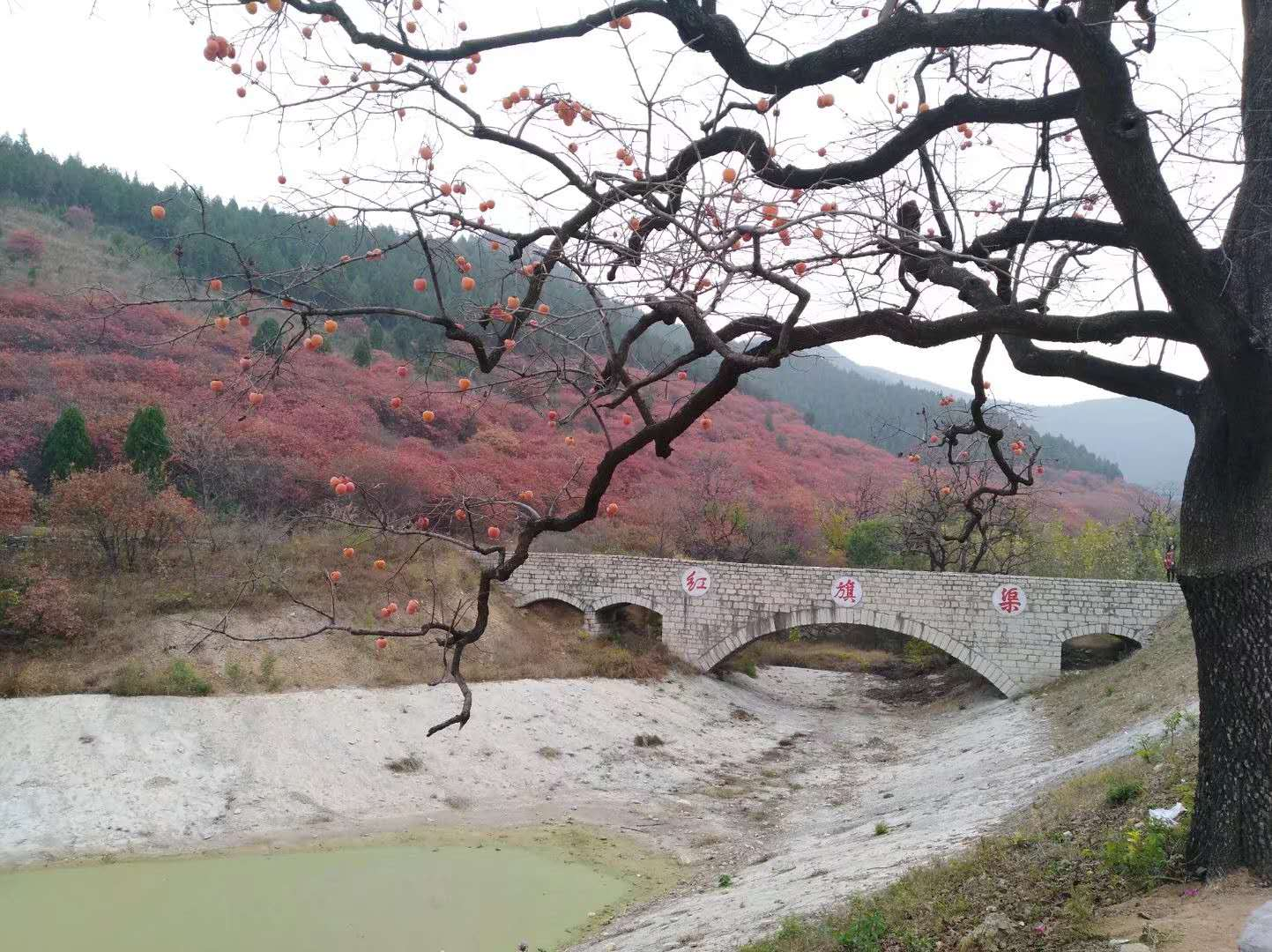
沂山
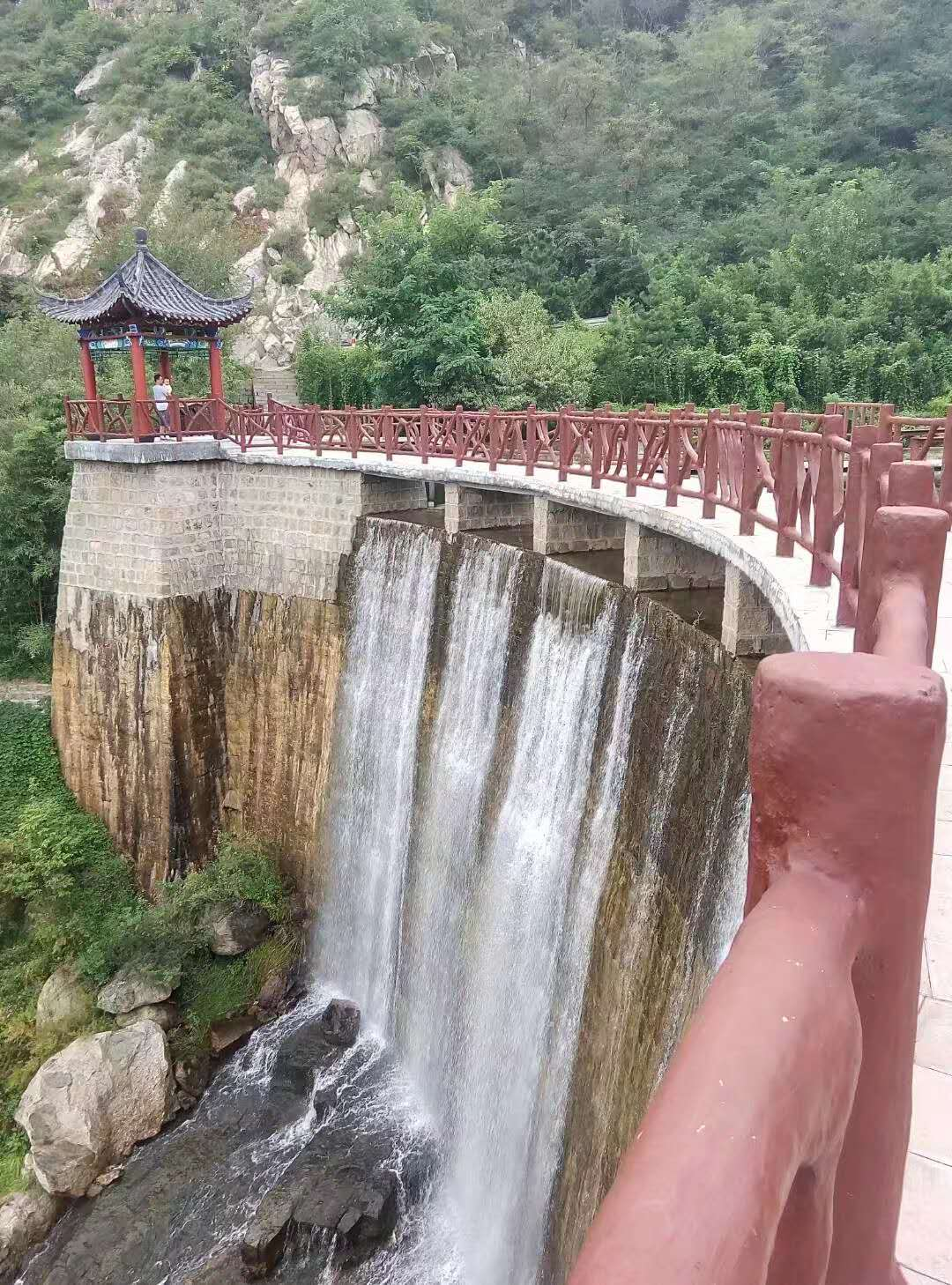
沂山
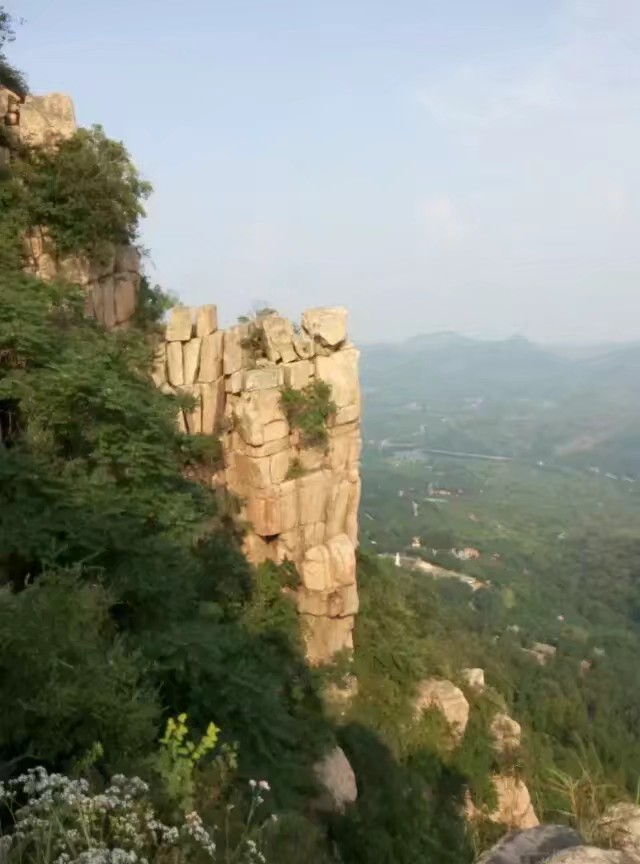
沂山
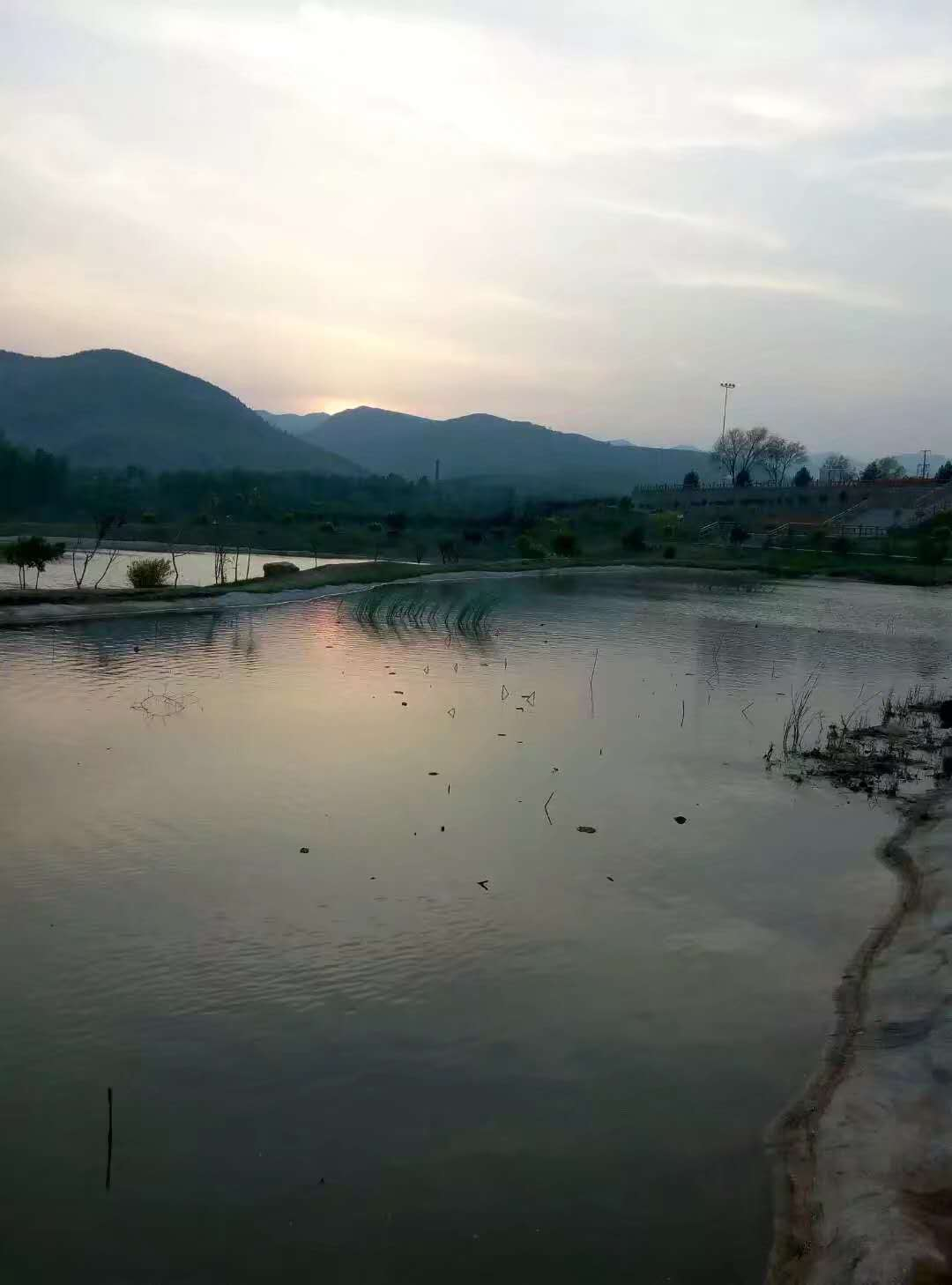
沂山

## 名人
临朐名人 